# Old Jeshwang
Old Jeshwang ist ein Ortsteil der Gemeinde Kanifing (englisch Kanifing Municipal) im westafrikanischen Staat Gambia.
Der Ortsteil liegt im Norden der Gemeinde und gehört zum Ort Serekunda. Bei der Volkszählung von 1993 wurde Old Jeshwang als eigener Ort mit 8480 Einwohnern gelistet.

## Geographie
Im Norden und Westen schließt sich der als Naturschutzgebiet geschützter Mangrovenwald Tanbi Wetland Complex an, die Cape Road begrenzt Old Jeshwang nach Norden ab. Der Ortsteil New Jeshwang liegt benachbart im Süden. Im Westen liegt Kanifing, der Jimpex Road stellt hier die Grenze zwischen den beiden Ortsteilen dar. Bakau New Town (bzw. Fajara), ein Ortsteil von Bakau, liegt benachbart im Nordwesten, die Grenze ist definiert durch den Bertil Harding Highway, der östlicher Richtung verläuft.

## Persönlichkeiten
- Jainaba Bah Sambou (* 1970), Juristin